# Wspólnota administracyjna Ranis-Ziegenrück
Wspólnota administracyjna Ranis-Ziegenrück (niem. Verwaltungsgemeinschaft Ranis-Ziegenrück) – wspólnota administracyjna w Niemczech, w kraju związkowym Turyngia, w powiecie Saale-Orla. Siedziba wspólnoty znajduje się w mieście Ranis.
Wspólnota administracyjna zrzesza 13 gmin, w tym dwie gminy miejskie (Stadt) oraz jedenaście gmin wiejskich (Gemeinde): 
1. Eßbach
2. Gössitz
3. Keila
4. Krölpa
5. Moxa
6. Paska
7. Peuschen
8. Ranis, miasto
9. Schmorda
10. Schöndorf
11. Seisla
12. Wilhelmsdorf
13. Ziegenrück, miasto

31 grudnia 2013 do wspólnoty dołączyła gmina Krölpa. Do 31 grudnia 2018 do wspólnoty należała gmina Crispendorf, ale dzień później została przyłączona do miasta Schleiz i stała się tym samym jego dzielnicą.